# Anomala keithi
Anomala keithi är en skalbaggsart som beskrevs av Carsten Zorn 2011. Anomala keithi ingår i släktet Anomala och familjen Rutelidae. Inga underarter finns listade i Catalogue of Life.